# JUMPING SUMMER
『JUMPING SUMMER』（ジャンピング・サマー）は、わーすたのアルバム。2018年6月20日にiDOL Streetから発売。

## 概要
「CD+『タピオカミルクティー』PV収録Blu-ray盤」、「CD盤」、ミュージックカード6形態の3種8形態で発売。本作も「CD+Blu-ray盤」にはスマプラミュージックとスマプラムービーのPINコードが、「CD盤」にはスマプラミュージックのPINコードが封入されている。
2018年3月29日に代官山UNITで開催された『わーすた3周年ライブ「3rd Anniversary LIVE」』で、わーすたはわーすた結成から活動4年目に突入するにあたり「わーすた わんだふる YEAR」とテーマを掲げ、わーすたの飛躍の年とすることを宣言し、4つの大きな活動を発表した。
- 2018年4月から12か月連続新曲発表(『3rd Anniversary LIVE』で初披露した2曲はこれに含まれない)
- 6月20日 ミニアルバム発売
- 夏の全国ツアー7都市14公演開催(日時と場所も発表された)
- ファンクラブ“わーしっぷ”設立

2つ目の"ミニアルバム"が本作のことを指していて、3つ目の"夏の全国ツアー"は本作を携えての開催となる。
その後、4月25日に公式サイトで本作のタイトルとリリースイベントの予定が発表され、4月29日には具体的な収録曲も発表された。収録曲は『3rd Anniversary LIVE』で初披露された「プリティー☆チャンネル」、「スタンドアローン・コンプレックス」と4月29日に渋谷CLUB QUATTROで行われた『わーすたぷらねっと 〜funtasy〜』で初披露された「タピオカミルクティー」、さらに発表時点ではまだ披露されていなかった「PLATONIC GIRL」、「JUMPING SUMMER」の計5曲およびそれらのInstrumentalの合計10曲である。このうち、「タピオカミルクティー」、「PLATONIC GIRL」、「JUMPING SUMMER」の3曲が、1つ目の"2018年4月から12か月連続新曲発表"の4月、5月、6月分に相当する。一方、ミュージックカード限定で販売された「WELCOME TO DREAM」の収録は見送られた。
わーすた結成から活動4年目に突入するにあたり、結成時からわーすたの音楽プロデュースを手掛けていた鈴木まなかがわーすたから去ることになり、代わってWHITE JAMのSHIROSEがプロデュースに携わることになった。坂元がWHITE JAMの「雨音」のMVに出演したことがきっかけで、SHIROSEが曲を提供することになった。また、SUPER☆GiRLSやGEMのA&Rも担当していた平川智一は本作をもってiDOL Streetから離れることになった。

### ミュージックビデオ
リードトラックである「タピオカミルクティー」のミュージックビデオは5月24日にYouTubeで公開された。収録が5月1日に行われている。クリエイティブディレクターはもふくちゃん、衣装デザインは木村優、衣装製作はオサレカンパニー、振付はLICOが担当した。
わーすたの場合、従来はYouTubeで公開するミュージックビデオには日本語や英語の歌詞を映像に直接表示させていたが、本作ではYouTubeで用意される字幕機能を利用している。そのため歌詞を見る場合はあらかじめ字幕を表示させる設定をする必要がある。

## 収録曲
1. JUMPING SUMMER
作詞：SHIROSE from WHITE JAM、作曲：SHIROSE from WHITE JAM・ATSUSHI SHIMADA[注 3]、編曲：SHIROSE from WHITE JAM・ATSUSHI SHIMADA、Produce by WHITE JAM BEATZ
  - 2018年6月2日に恵比寿ガーデンプレイス ザ・ガーデンルームで行われた『わーすたぷらねっと 〜future〜』で初披露。
2. タピオカミルクティー
作詞：SHIROSE from WHITE JAM、作曲：SHIROSE from WHITE JAM・Taiki Kudo、編曲：SHIROSE from WHITE JAM・Yusuke Morita・Sota Kawashima(Ganmi)、Produce by SHIROSE from WHITE JAM
  - 本作のリードトラック。MVは5月24日にYouTubeで、6月20日にApple MusicとdTVで公開された。
  - 2018年4月29日に渋谷CLUB QUATTROで行われた『わーすたぷらねっと 〜funtasy〜』で初披露。
  - 廣川は「ちょっと大人っぽい声と歌い方を意識しとる」と述べている[8]。
  - 公式サイトに作者であるSHIROSEと工藤大輝からのコメントが掲載された[9]。
3. PLATONIC GIRL
作詞・作曲・編曲：みきとP
  - 2018年5月5日にLIVE ROXY SHIZUOKAで行われた『富士わーすたパーク』で初披露。
  - 2018年6月20日にYouTubeおよびニコニコ動画でみきとPによるセルフカバーが公開された。
4. スタンドアロン・コンプレックス
作詞・作曲・編曲：みきとP
  - 2018年3月29日に代官山UNITで行われた『わーすた3周年ライブ「3rd Anniversary LIVE」』で初披露。
5. プリティー☆チャンネル
作詞：鈴木まなか、作曲・編曲：松坂康司
  - 2018年3月29日に代官山UNITで行われた『わーすた3周年ライブ「3rd Anniversary LIVE」』で初披露。
6. JUMPING SUMMER(Instrumental)
7. タピオカミルクティー(Instrumental)
8. PLATONIC GIRL(Instrumental)
9. スタンドアロン・コンプレックス(Instrumental)
10. プリティー☆チャンネル(Instrumental)

## 音楽配信
どのサービスもCDに収録されている10曲(Instrumentalも含む)が配信されている。世界初のスマホ向けアニソン定額配信サービス「ANiUTa」ではアニソンではない楽曲も含めて収録曲全てが配信された。一方、今回は先行配信はなかった。
太字の配信サービスはハイレゾ音源を配信している。「MV」は「タピオカミルクティー」のMVも配信していることを示す。

## イベント
mu-moショップスペシャルイベントが名古屋、福岡で初開催される。関東エリア以外でmu-moショップスペシャルイベントが開催されるのはiDOL Streetとしても初となる。また、プレミアホールがリニューアル工事に入ったため、関東での開催がサンライズビルとなった。この会場はSUPER☆GiRLSがmu-moショップのイベントを開催している会場である。
この期間は「わーすた Summer LIVE TOUR 2018 〜JUMPING SUMMER〜」の開催期間でもあり、ライブ会場でも特典会を開催する。週末はある地区に遠征してライブかリリースイベントもしくはmu-moショップイベントのいずれかを行うという状況である。また、いわゆる夏フェス等イベントにも参加。そこでも特典会を開催していた。
| 日程          | 公演名                                                  | 会場                                           | 備考                                                          |
| ------------- | ------------------------------------------------------- | ---------------------------------------------- | ------------------------------------------------------------- |
| 2018年6月20日 | リリースイベント                                        | HMV&BOOKS SHIBUYA 7階                          | イベント内容は公式HP参照。                                    |
| 2018年6月23日 | わーすた ミニアルバム「JUMPING SUMMER」発売記念イベント | HMV仙台E BeanS                                 | 6月23日・7月1日・7月14日は2部公演。イベント内容は公式HP参照。 |
| 2018年7月1日  | わーすた ミニアルバム「JUMPING SUMMER」発売記念イベント | ららぽーと豊洲 シーサイドデッキ メインステージ | 6月23日・7月1日・7月14日は2部公演。イベント内容は公式HP参照。 |
| 2018年7月14日 | わーすた ミニアルバム「JUMPING SUMMER」発売記念イベント | HMV札幌ステラプレイス                          | 6月23日・7月1日・7月14日は2部公演。イベント内容は公式HP参照。 |
| 2018年7月20日 | わーすた ミニアルバム「JUMPING SUMMER」発売記念イベント | タワーレコード広島店                           | 6月23日・7月1日・7月14日は2部公演。イベント内容は公式HP参照。 |
| 2018年8月17日 | わーすた ミニアルバム「JUMPING SUMMER」発売記念イベント | HMV&BOOKS SHINSAIBASHI                         | 6月23日・7月1日・7月14日は2部公演。イベント内容は公式HP参照。 |
| 2018年7月7日  | mu-moショップスペシャルイベント                         | DIAMOND HALL                                   | イベント内容は公式HP参照。                                    |
| 2018年7月29日 | mu-moショップスペシャルイベント                         | サンライズビル                                 | イベント内容は公式HP参照。                                    |
| 2018年8月11日 | mu-moショップスペシャルイベント                         | 福岡国際会議場                                 | イベント内容は公式HP参照。                                    |

さらに、7月10日から8月19日まで「THE ALLEY × わーすた コラボキャンペーン」が開催された。。